# Lacinipolia larissa
Lacinipolia larissa là một loài bướm đêm trong họ Noctuidae.